# Convent ecclésiastique
Le Convent ecclésiastique (en allemand Kirchenconvent) est une instance spécifique constituée par les pasteurs de la ville de Strasbourg après le passage de celle-ci au protestantisme en 1529. Nommée « Convent ecclésiastique » à partir de 1534, subordonnée au Magistrat (Conseil de la Ville), elle traite du culte et de diverses questions ecclésiales. Cet organe est dissout en 1793.

## Histoire et fonctionnement

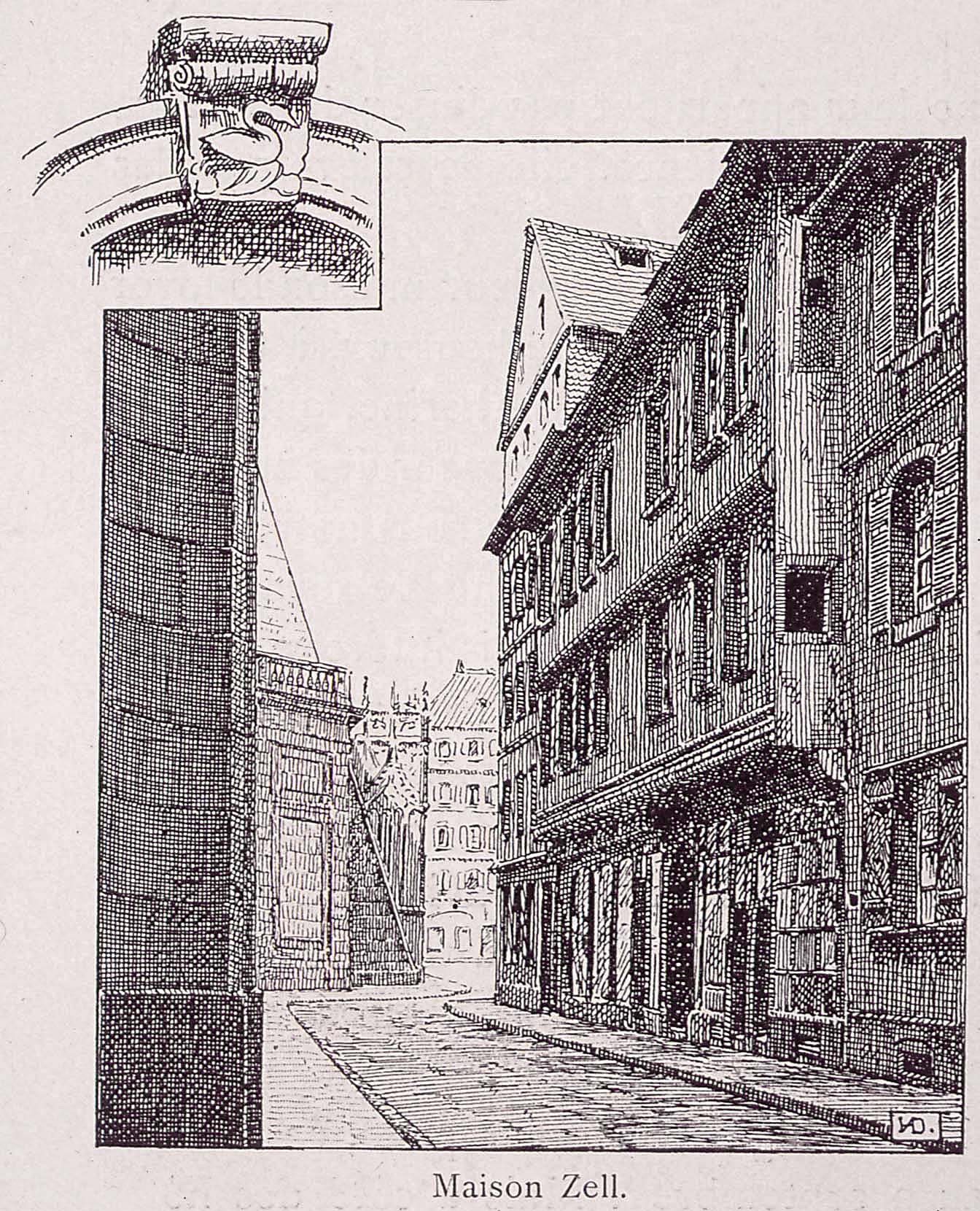
Représentation en 1902 de la maison de Matthieu Zell, face au grand séminaire de Strasbourg.

Depuis les années 1520 des pasteurs protestants étaient à l’œuvre dans la ville de Strasbourg. Celle-ci passe officiellement au protestantisme en 1529. De ce fait, l’évêque n’avait plus d‘autorité sur l’Église de Strasbourg. De nouvelles institutions de direction furent mises en place. L’autorité supérieure, y compris sur l’Église, appartenait désormais au Conseil de la ville, appelé aussi « Magistrat ». Mais les pasteurs constituèrent une instance, subordonnée au Conseil, pour traiter du culte et d’autres questions ecclésiales, instance qui sera appelée « Convent ecclésiastique » à partir de l’Ordonnance de 1534. Ils avaient pris l’habitude de se réunir une fois par semaine dans la maison de Matthieu Zell, pasteur à la cathédrale. Mais, selon l’ordonnance de 1531 relative aux curateurs (Kirchenpfleger), on devait choisir certains d’entre eux pour participer au moins une fois par trimestre aux réunions des pasteurs, pour surveiller ces derniers et prendre part aux décisions concernant la vie des paroisses de la ville et de celles de son territoire rural.
Le recteur de la Haute école créée en 1538 et certains professeurs auraient dû être invités, comme cela ressort des Directives du Conseil de la ville de 1562, et regrettent que cela n’ait pas été le cas. 
Le Convent ecclésiastique fut présidé successivement par Martin Bucer (1531-1549), Gaspard Hedion (1549-1552), puis Jean Marbach (1552-1581). Il était chargé en particulier de faire des propositions pour la nomination des pasteurs dans les paroisses vacantes. En 1562 le Conseil de la ville souligne que les fonctions du Convent devaient rester les mêmes qu’auparavant. Il critique le fait que certaines réunions du Convent aient eu lieu sans la présence des curateurs ou que ces derniers aient seulement été admis après une réunion préalable des pasteurs.

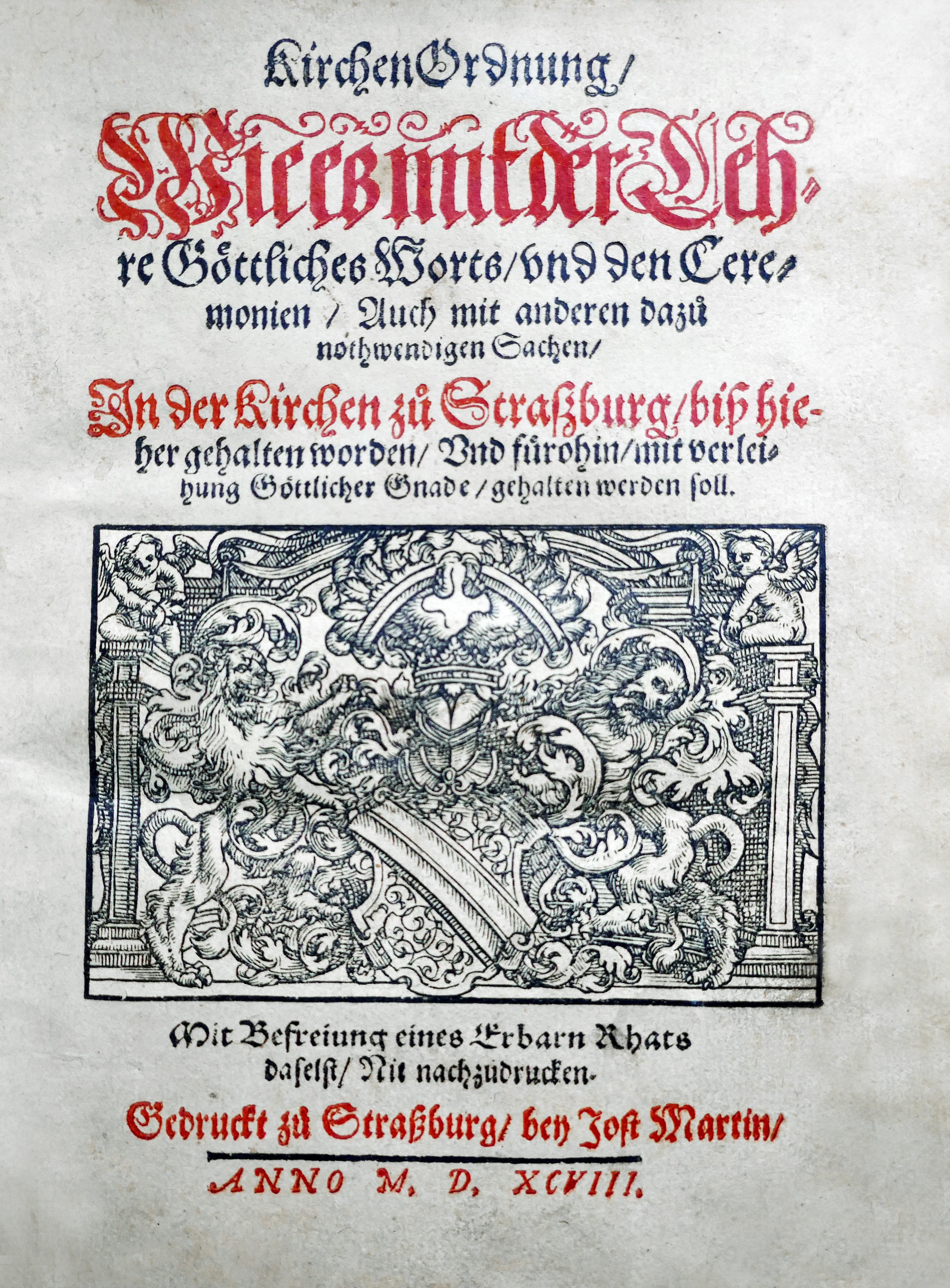
Ordonnance ecclésiastique de Strasbourg (1598).
Fonds ancien de la Médiathèque protestante de Strasbourg.

C’est dans la troisième partie de l’Ordonnance ecclésiastique de 1598 qu’on trouve les informations les plus détaillées sur le Convent ecclésiastique, qualifié de « joyau » et d’ « œuvre utile et nécessaire ». Il est question de ses origines, puis de sa composition et du déroulement de ses réunions. Il se réunit tous les jeudis à 1 heure dans les locaux de l’ancien couvent des dominicains. Les membres du Convent sont son président, les sept pasteurs de la ville, les prédicateurs libres et les prédicateurs assistants ainsi que les pasteurs des paroisses rurales de la ville de Strasbourg. En outre, trois des 21 Kirchenpfleger  de la ville y assistent à tour de rôle, issus chaque fois de paroisses et de collèges différents, pendant trois semaines consécutives. Ainsi au bout de 21 semaines chacun y a assisté trois fois.
Au début de la séance, le président lit un psaume, puis, pour établir l’ordre du jour, il interroge les membres du Convent, d’abord les pasteurs par ordre d’âge, puis les curateurs et ensuite les prédicateurs libres et les prédicateurs assistants. Les interventions sur les divers sujets se font dans le même ordre. La minorité doit se soumettre à l’avis de la majorité, sans oppresser pour autant les consciences. Des opinions contraires à la Confession d’Augsbourg et à d’autres articles de la foi ne peuvent pas s’exprimer. Les membres du Convent qui avaient été chargés d’une tâche à accomplir en rendent compte. Un secrétaire doit prendre note des différents points traités et des décisions. Le président du Convent, dont l’autorité est soulignée, les récapitule.
L’assistance est obligatoire. Seule une raison de santé ou l’obligation de traiter une affaire de toute urgence peut justifier l’absence d’un pasteur. S’il s’abstient pour d’autres raisons, le pasteur doit payer une amende d’un batzen (8 deniers) ou d’un demi-batzen. Les curateurs ne sont pas soumis à cette obligation.
Le Convent délibère sur le service des cultes, sur la discipline dans l’Église et sur l’encadrement chrétien de la jeunesse. Il désigne les pasteurs préposés aux divers cultes, fixe les textes bibliques à lire et à commenter. Les entretiens sur ces textes visent à établir la paix et une certaine conformité de l’annonce de l’Évangile dans les diverses paroisses.
En ce qui concerne la discipline, les pasteurs doivent évoquer les vices et errements des paroissiens que des exhortations personnelles ou des comparutions devant les instances ecclésiales n’ont pas réussi à corriger. Les sectaires ou ceux qui méprisent la religion doivent être dénoncés ainsi que ceux qui s’adonnent à la sorcellerie ou à la chiromancie. Le Convent doit traiter également d’affaires matrimoniales, sans interférer dans les décisions du Tribunal matrimonial, de la paillardise, de l’usure, de l’escroquerie ou encore de la désertion. Mais seules les affaires concernant l’Église de Strasbourg doivent être évoquées par le Convent. Le président du Convent, dont l’autorité est importante, répondra, seul ou après consultation avec les pasteurs, aux questions posées aux Strasbourgeois par d’autres Églises.
Une fois par trimestre le Convent traitera de la jeunesse. Il sera question en particulier du chant et de son apprentissage, de la fréquentation de l’instruction catéchétique par les jeunes et de l’aide apportée par les étudiants pour cette instruction, ainsi que de la fréquentation du culte.
L’histoire détaillée du Convent ecclésiastique et de ses activités reste à écrire. Bien que lacunaires, des sources sur le sujet ont été conservées et utilisées en partie par Jean Adam dans son ouvrage sur l’Église de Strasbourg. Dans l’ensemble le Convent a continué à régler le service des pasteurs, à discuter des affaires matrimoniales, à veiller sur l’uniformité doctrinale de l’Église luthérienne de Strasbourg jusqu'à sa dissolution en 1793.
Quand la ville est rattachée à la France en 1681, le Convent ecclésiastique reste en place, mais il est soumis à l’autorité de huit Oberkirchenpfleger, membres protestants du Conseil de la ville, désormais ouvert aussi aux catholiques. Des tensions entre les deux instances sont fréquentes. Le Convent, qui tient une quarantaine de réunions par an, poursuit ses activités traditionnelles, mais au 18e siècle son autorité sur les fidèles est moins évidente. Son souci de l’orthodoxie se heurte à la libéralisation des croyances. Il s’efforce aussi, non sans difficulté, de défendre les droits des protestants dans la ville de Strasbourg et face aux tentatives de « re-catholicisation ».  En 1714 il intervient quand le Préteur royal veut obliger plusieurs luthériens à choisir entre la conversion et l’exil. En 1747 il met en garde les parents qui envoient leurs enfants dans une école catholique pour qu’ils y apprennent le français. Il proteste contre un édit sur les mariages mixtes qu’il considère comme contraires à la liberté de conscience garantie en 1681. Il abaisse l’âge d’admission à la cène, car après avoir communié, les enfants n’étaient plus obligés de suivre leurs parents si ces derniers se convertissaient. 
En 1774, selon Bernard Vogler, le Convent se compose de 27 pasteurs urbains et professeurs de théologie et 47 pasteurs ruraux. Il continue à être présidé par un professeur de théologie qui est aussi premier pasteur de la cathédrale. Les charges sont souvent lourdes. « En 1789 il constitue un des corps qui participent aux assemblées primaires ». Mais quelques années plus tard les protestants prennent l’initiative de le dissoudre.